# Orygocera aurea
Orygocera aurea is een vlinder uit de familie van de Depressariidae (Platlijfjes). Deze soort is voor het eerst wetenschappelijk beschreven als Rhozale aurea door Pierre Viette in een publicatie uit 1954.
De soort komt voor in Madagaskar.